# Landarbeitermuseum Suurhusen
Das Landarbeitermuseum Suurhusen ist in einem etwa 1679 errichteten Gebäude in dem gleichnamigen Ort in der ostfriesischen Gemeinde Hinte untergebracht. Dieses diente zunächst als Armen- und später als Landarbeiterhaus. Das Haus zeigt in seiner Dauerausstellung die bescheidene und beengte Wohn- und Lebenssituation einer traditionellen ostfriesischen Landarbeiterfamilie in der Zeit von 1900 bis etwa 1950.
Träger des Hauses ist der eingetragene Verein Landarbeitermuseum Suurhusen. Die Leitung hat Gitta Nörtker. Der Verein kaufte das stark sanierungsbedürftige Gebäude mit dem dazugehörigen Grundstück im Jahr 1990 für eine symbolische D-Mark von der Gemeinde und rettete es damit vor dem geplanten Abriss. In mehrjähriger Arbeit wurde das Landarbeiterhaus restauriert und in den Zustand von 1900 zurückversetzt. Als Landarbeitermuseum wurde es am 11. Mai 1997 eröffnet. Das Haus ist Mitglied im Museumsverbund Ostfriesland sowie in der Arbeitsgemeinschaft Museen und Sammlungen in Ostfriesland.
Zum Bestand des Museums gehören etwa 800 Exponate, darunter auch ein Dorfmodell, das Suurhusen in der Zeit um 1750 zeigt. Von großer Bedeutung ist zudem das Archiv des Museums, das aus einer umfangreichen Dokumentensammlung zur Geschichte des Dorfes, Zeitzeugenberichten und historischen Fotos besteht.